# Bathymetrie
Als Bathymetrie (von altgriechisch βαθύς bathýs, deutsch ‚tief‘ und μέτρον métron, deutsch ‚Maß‘) oder Gewässervermessung bezeichnet man die Vermessung der topographischen Gestalt der Gewässerbetten, Meeresböden wie beispielsweise Seegründe. Dies kann beispielsweise durch ein genau gesteuertes Boot oder Vermessungsschiff geschehen.
Als Teilgebiet von Hydrographie und Geodäsie dient die Bathymetrie der Erzeugung von Geländemodellen und Karten, aus denen das Tiefenprofil der Ozeane ersichtlich wird.

## Methoden
Wichtigstes Werkzeug der Bathymetrie ist das Echolot, besonders das Fächerecholot, das vorzugsweise zur Vermessung des Meeresbodens eingesetzt wird. Da diese Messmethode jedoch vergleichsweise aufwändig ist, wurde in jüngerer Zeit auch eine Technologie erprobt, Seekarten aus den Daten von Radarsatelliten zu gewinnen. Zwar können diese Radarsatelliten nur die Wasseroberfläche abbilden. Bedingt durch Schwereanomalien unterseeischer Erhebungen und Gebirgszüge liegt der Wasserspiegel an diesen Stellen aber im Mittel um einige Zentimeter höher als an tieferen Stellen. So kann durch Präzisionsmessungen des mittleren Meeresspiegels die Wassertiefe abgeleitet werden.
Weitere Methoden  der Tiefenmessung sind die Messung mittels Hand- und Stangenlot; für die Positionsbestimmung können Linienpeilung (gradlinige Messprofile), Flächenpeilung (Messraster) oder GPS zum Einsatz kommen.
Bei modernen Messausrüstungen wird die mittels Echolot gewonnene Tiefeninformation nicht getrennt von der Lageinformation registriert, sondern mit dieser gekoppelt, digital verspeichert und zwecks Kontrolle grafisch am Bildschirm ausgegeben. Anschließend werden die Messdaten zu einem digitalen Geländemodell des Gewässerbodens weiterverarbeitet.
Die früher vorherrschende Stangenlotung wird nur noch in Nebenflüssen oder flachen Seen eingesetzt, kann jedoch zusätzliche Daten über die Art des Gewässerbodens (Sand, Kies, Schlick usw.) und seinen Bewuchs liefern. Manchmal werden die Daten auch durch die Messung von Wassertemperatur oder Strömung ergänzt.

## Einsatzgebiete
Die wichtigsten Einsatzgebiete der Bathymetrie sind:
- Hydrologie und Limnologie
- Bestimmung der Wassermenge, evtl. auch des Durchflusses
- Ortung von Untiefen bzw. Hindernissen in einem Fahrwasser oder in Ufernähe
- Bauwerksinspektion
- Bestimmung der Sedimentation und von Baggermassen
- Unterwasserarchäologie[1]

## Bathymetrische Karte
Eine bathymetrische Karte ist eine Karte des Meeresbodens oder eines Sees mit Tiefenzahlen, Tiefenlinien und evtl. farbigen Tiefenschichten. Die Tiefenangaben sind meist auf eine einheitliche Bezugsebene bezogen (z. B. Seekartennull), auf die die gemessenen Tiefenwerte beschickt werden.

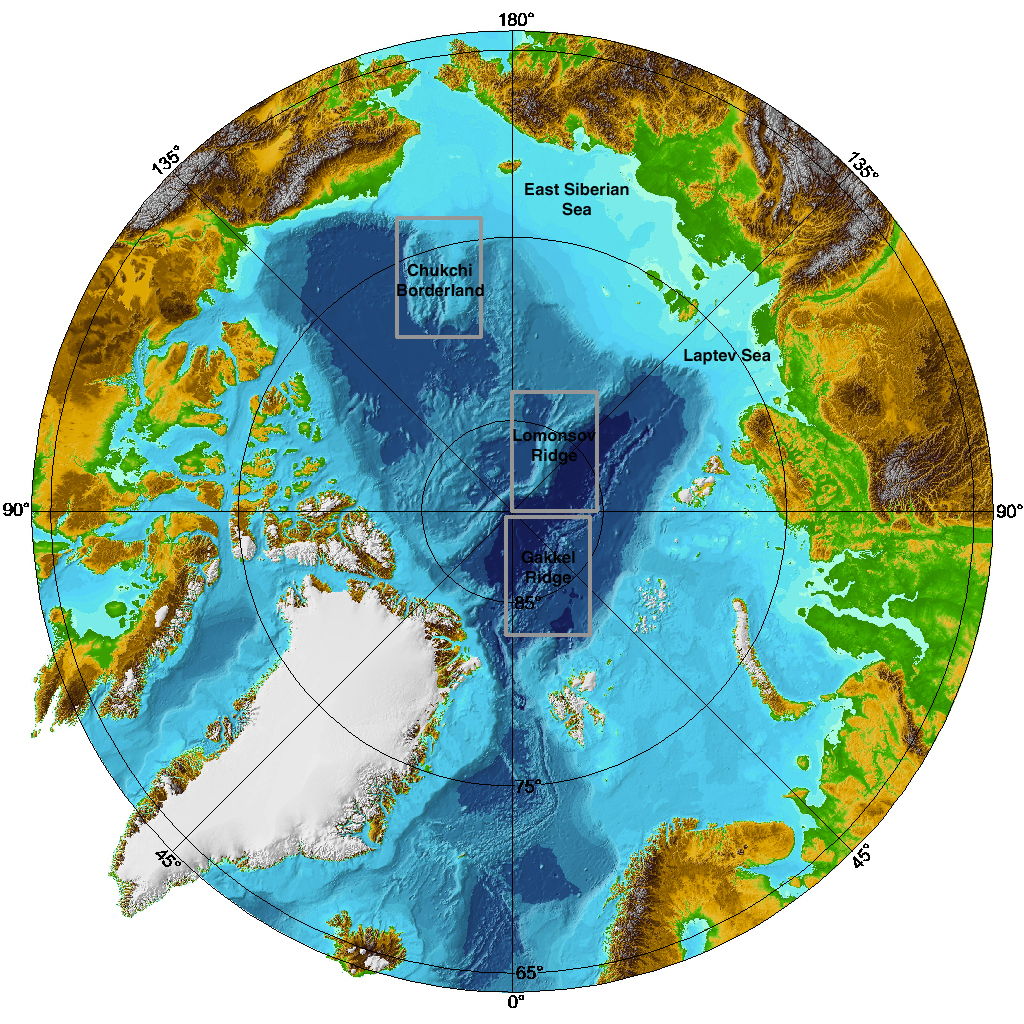
Bathymetrische Karte des Arktischen Ozeans
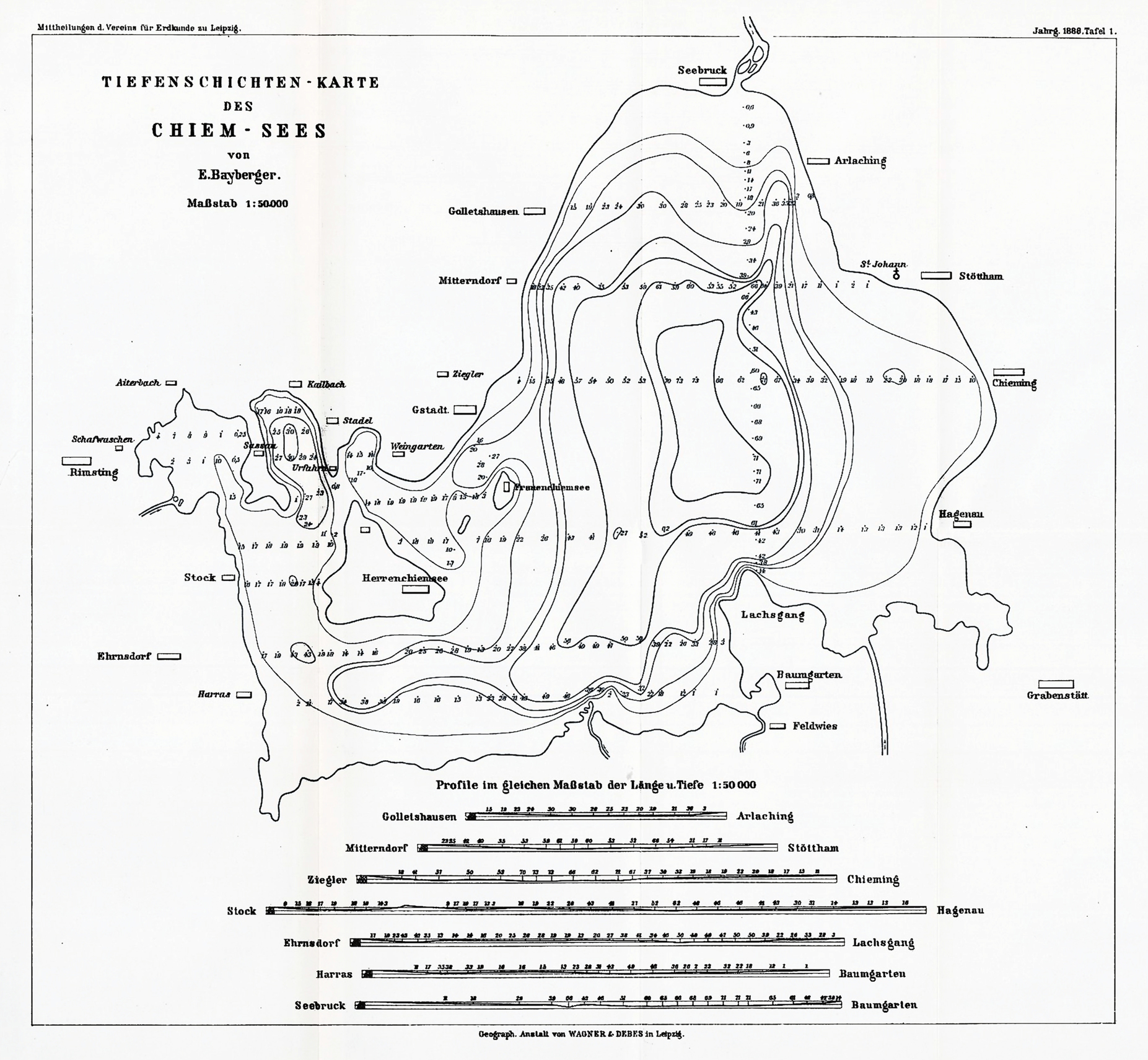
Tiefenlinienkarte des Chiemsees (1888)
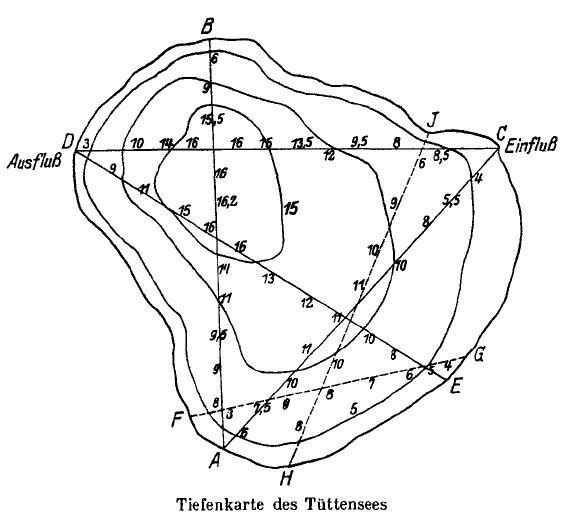
Tiefenlinienkarte des Tüttensees
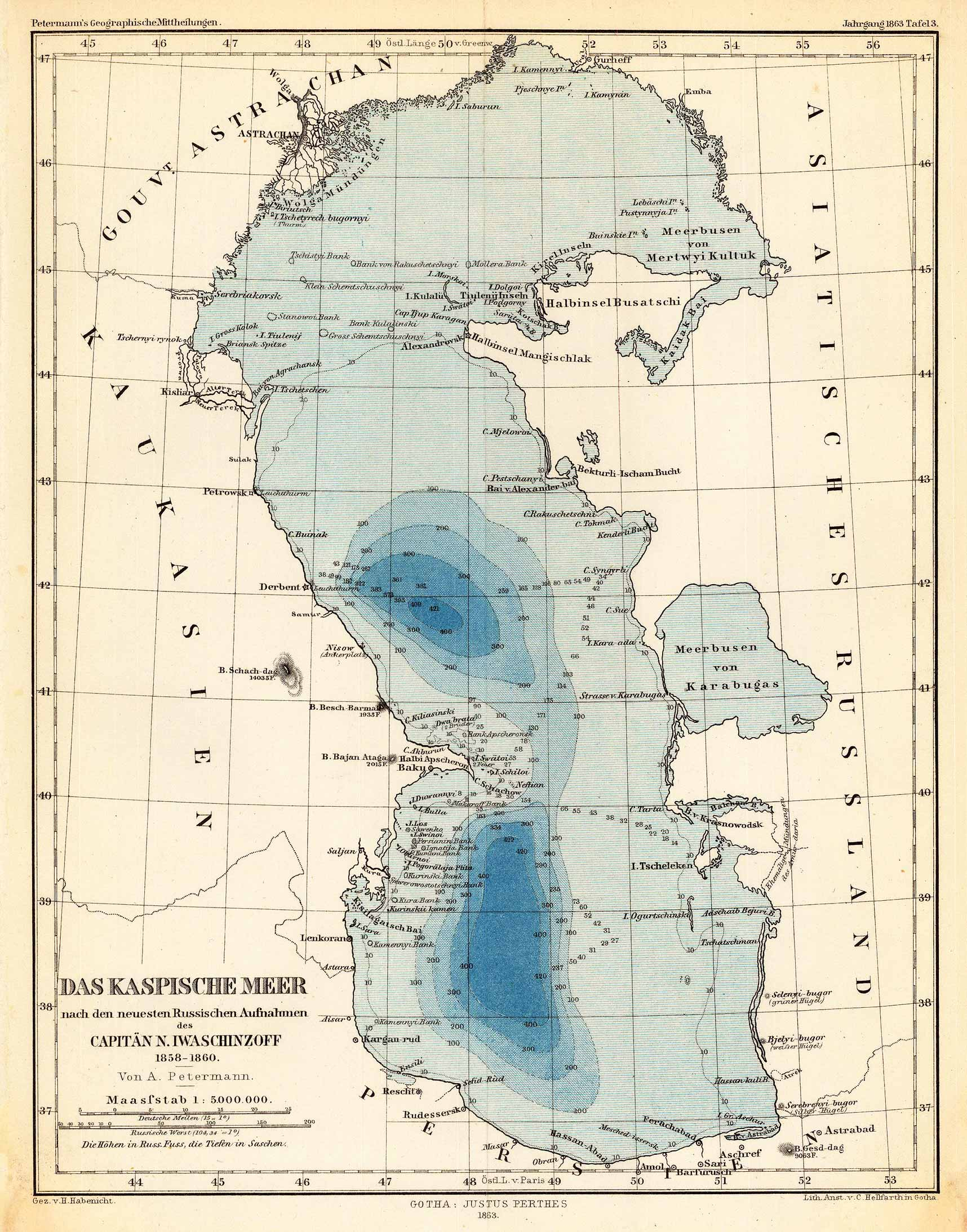
Bathymetrische Karte des Kaspischen Meers (1858–1860)
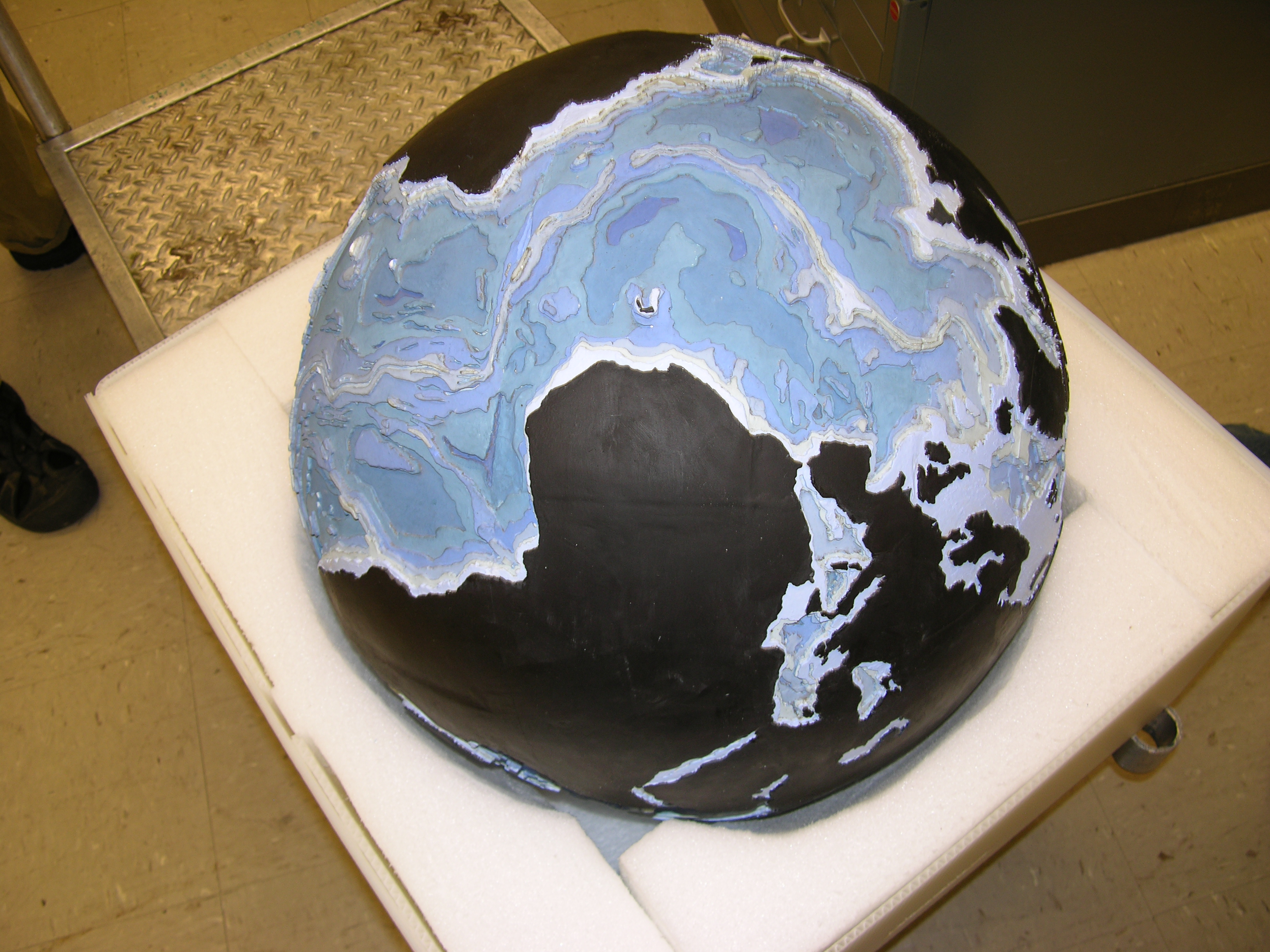
Bathymetrischer Globus hergestellt von Bruce C. Heezen und Marie Tharp